# Heinrich Dannenbauer
Heinrich Dannenbauer (* 30. Oktober 1897 in Kemmoden in Oberbayern; † 13. März 1961 in Tübingen) war ein deutscher Historiker.
Der Sohn eines evangelischen Pfarrers verbrachte seine Kindheit in Franken. In Regensburg besuchte er das Gymnasium. Am Ersten Weltkrieg nahm er teil und wurde mit dem Eisernen Kreuz II. Klasse ausgezeichnet. Anschließend studierte er an der Universität Erlangen Geschichte, Deutsch und Französisch. 1922 wurde er bei Gustav Beckmann promoviert mit einer Arbeit über das Leineweberhandwerk in Nördlingen. Die Arbeit blieb ungedruckt. Dannenbauer erhielt ein Stipendium der Notgemeinschaft der deutschen Wissenschaft. 1926 folgte an der Universität Tübingen die Habilitation über die Entstehung des Territoriums der Reichsstadt Nürnberg. Nach langer Zeit als Privatdozent wurde er 1932 außerplanmäßiger Professor in Tübingen.
In der Krise der Weimarer Republik gehörte er dem Freikorps 788 „Fribourg Oberland“ an. Dannenbauer bekannte sich bereits früh zum Nationalsozialismus, zum 1. August 1932 trat er der NSDAP bei (Mitgliedsnummer 1.234.221). Im März 1933 unterzeichnete er die Erklärung von 300 Hochschullehrern für Adolf Hitler. Sein frühes NS-Bekenntnis war wohl auch für seine Berufung als Professor für mittlere und neuere Geschichte in Tübingen gegen den Willen der Fakultät als Nachfolger seines Lehrers Johannes Haller ausschlaggebend. In Tübingen setzte er sich für eine Hochschulreform im nationalsozialistischen Sinne ein.
Wegen seiner Parteinahme für den Nationalsozialismus durfte Dannenbauer nach 1945 in Tübingen zunächst nicht wieder lehren. Er wurde vom Staatssekretariat für die französisch besetzte Zone Württembergs für vier Jahre vom Dienst suspendiert. Erst 1949 konnte er seinen Lehrstuhl wieder einnehmen und lehrte bis zu seinem Tode. Er war von 1939 bis 1945 und von 1950 bis 1954 Mitglied der Württembergischen Kommission für Landesgeschichte und anschließend Mitglied der neugegründeten Kommission für geschichtliche Landeskunde in Baden-Württemberg.
Bis in die 1930er Jahre befasste er sich mit Themen der Reformationsgeschichte. Sein Forschungsschwerpunkt als Tübinger Professor war die germanische und deutsche Verfassungsgeschichte. Dannenbauers Forschungsergebnisse waren ausschlaggebend für einen grundlegenden Wandel in der bundesdeutschen Mittelalterforschung. Seine Einstufung der mittelalterlichen Welt als Adelsherrschaft führte ab den 1960er Jahren zu einer Abkehr von der bis dahin vorherrschenden rechts- und verfassungsgeschichtlichen Betrachtungsweise hin zu einer überwiegend prosopographisch-genealogischen Sicht.

## Schriften (Auswahl)
- mit Johannes Haller: Der Eintritt der Germanen in die Geschichte (= Sammlung Göschen, Bd. 1117). 4. Aufl. De Gruyter, Berlin 1970.
- mit Johannes Haller: Von den Staufern zu den Habsburgern. Auflösung des Reichs und Emporkommen der Landesstaaten (1250–1519). 3. Auflage. De Gruyter, Berlin 1970.
- Die Entstehung Europas. Von der Spätantike zum Mittelalter. 2 Bde. Kohlhammer, Stuttgart 1959 und 1962.
  - Bd. 2: Die Anfänge der abendländischen Welt, Stuttgart 1962.
  - Bd. 1: Der Niedergang der alten Welt im Westen, Stuttgart 1959.
- Grundlagen der mittelalterlichen Welt. Skizzen und Studien. Kohlhammer, Stuttgart 1958.
- Die Entstehung des Territoriums der Reichsstadt Nürnberg (= Arbeiten zur deutschen Rechts- und Verfassungsgeschichte. Bd. 7). Kohlhammer, Stuttgart 1928 (Zugleich: Tübingen, Universität, Habilitations-Schrift, 1926).